# توبيرامات
توبيرامات (Topiramate) هو مضاد اختلاج يستخدم لعلاج مرض الصرع والصداع النصفي، كما أن بعض الدراسات المنفردة أظهرت أن له أثر إيجابي فعال لعلاج الصداع العنقودي.
توبيرامات (الاسم التجاري توباماكس) دواء مضاد الاختلاج (أنتيبيليبسي). في أواخر عام 2012 أقرت المنظمة العامة للغذاء والدواء في الولايات المتحدة امكانيه استخدامه مع تركيبة فنترمين لفقدان الوزن.
يتم استخدامه لفقدان الوزن بدون لاصقات توسيم، أي ان الدراسات التي اجريت عليه بخصوص هذا الاستخدام قد تكون غير كافية. يتم إنتاج توبيرامات عن طريق اورثو- ماكنيل نيورولوجيكس ونورامكو كلتا الشعبتين لشركة Johnson Johnson&. اكتشف العالمان Bruce E. Maryanoff and Joseph F. Gardocki هذا الدواء عام 1979خلال عملهما على ماكنيل الدوائية 
تم اعتماده لأول مرة في الولايات النتحدة عام 1996.
تتوفر إصدارات عامة في كندا وهذه وافقت عليها إدارة الاغذية والعقاقير في سبتمبر 2006.
منحت Mylan الصيدلة مؤخرا على الموافقة النهائية للتوبيراميت عام 25، و 100، و 200 ملغ كبسولات لإنتاج اقراص 50ملغم وكبسولات يرش من قبل إدارة الغذاء والدواء للبيع في الولايات المتحدة. تم منح 50 ملغ موافقة مبدئية  كانت براءة الاختراع مشاركة للتوبيراميت في الولايات المتحدة لاستخدام الأطفال؛ انتهت هذه البراءة في 28 فبراير، 2009.
يسوّق توبيرامات تجارياً تحت اسم توباماكس Topamax.

## الاستخدامات الطبية
توبيرامات يستخدم لعلاج الصرع لدى الأطفال والبالغين، وكان يستخدم أصلاً كمضادات الاختلاج. أشير لعلاج متلازمة لينوكس غاستو، اضطراب يسبب نوبات وتأخر في النمو. هو أيضا معتمد من الغذاء والدواء (FDA) في معظم الأحيان للوقاية من الصداع النصفي. الأطباء النفسيين استخدموا topiramate لعلاج اضطراب ثنائي القطب، على الرغم من أن الأدلة المتوفرة لا تدعم استخدامه في أي مرحلة لعلاج الاضطراب الثنائي القطب.
في استعراض أكثر حداثة، ونشر في عام 2010، واقترح الاستفادة توبيراماتي في علاج أعراض اضطراب الشخصية الحدية، ومع ذلك لاحظ المؤلفون أن هذا يقوم فقط على إحدى التجارب العشوائية ويتطلب النسخ المتماثل. كما أشار المؤلفون إلى أن الآثار الطويلة الأجل لم تدرس.
هذا الدواء قد استخدم بنجاح كعلاج لإدمان الكحول والإدمان على الميثامفيتامين، إدمان الكوكايين والسمنة المفرطة والوزن المكتسب نتيجة استخدام الادوية النفسية.
هذا الدواء يستخدم أيضا على نطاق واسع لعلاج الصداع النصفي بسبب تأثيره على الأوعية الدموية في الدماغ. يتم استخدامه كالوقاية الذين يعانون من الصداع النصفي غير نمطية. أنه يوسع الأوعية الدموية في الدماغ التي أصبحت مقيدة بمستويات زيادة السيروتونين. فقد وجد أن تكون فعالة على نحو متزايد للذين يعانون من الصداع النصفي مع آثار جانبية محدودة.
الدواء يستخدم أيضا في التجارب السريرية لعلاج اضطراب ما بعد الصدمة. دراسة رائدة اقترح أن توبيراماتي فعالة ضد تشنجات الرضع. وتوصي الدراسة آخر topiramate كعلاج فعال في الوقاية من تلين حول البطينات الدماغية عند الخدج بعد الإصابة بنقص التروية (نقص التأكسج للدماغ)
التقارير السريرية الأخيرة تشير إلى انها من الممكن لديها خصائص مزاج استقرار.
استخدامات أخرى خارج التسمية والفحص من topiramate تشمل الهزة الأساسية، الشره المرضي العصبي، الوسواس القهري، والإقلاع عن التدخين، ارتفاع ضغط الدم داخل الجمجمة مجهول السبب والصداع العنقودي توبيرامات لم يثبت للعمل كدواء ألم في اعتلال الأعصاب الناتج عن مرض السكري، الظرف العصبي الوحيد الذي قد تم على نحو كاف اختباره. أخطاء في تركيب الاشكال الصيدلانية قد وردت بين أقراص توباماكس (topiramate) وأقراص الإصدار الموسعة توبرول-XL (ميتوبرولول سوكسيناتي)

## الاثار الجانبية
الآثار الجانبية حسب حدوثها:

### -	شائع جدا (%10>) وتشمل
-	الدوخة
-	فقدان الوزن
-	التنميل مثل: الإبر والدبابيس
-	النعاس الغثياني
-	الاسهال
-	التعب
-	التهاب البلعوم الأنفي (نزلات البرد)
-	الاكتئاب

### - شائع (1-10%)
- زيادة الوزن - عدم وضوح الرؤية - التنميل الشفوي - وهن
- فقر دم - ازدواج الرؤية - التهاب المعدة - تهيجية
- اضراب في الانتباه - رؤية مزدوجة - مغص في البطن - اضراب المشي
- ضعف الذاكرة - الاضطرابات البصرية - تحصي الكلية - الشعور بعدم الراحة
- فقدان الذاكرة - طنين - تبوال - توعك
- اضراب الإدراك - وجع في الاذن - عسر التبول - حساسية
- اعاقة العقليه - رعاف - فقدان الشعر - تبلد الذهن
- ضعف المهارات الحركيه - بحة في الصوت - طفح جلدي - أرق
- رعاش -رعاف - حكة - اضراب اللغة التعبيرية
- تنسيقات غير طبيعية -احتقان بالانف - الم مفصلي - قلق
- تشنج - سيلان - تشنج عضلات - حالة خلط
- خمول (كسل) - استفراغ - الم عضلي - ارتباك
-نقص حس - امساك - ضعف عضلات - عدوانية
-الرأرأة تذبذب المقلتين السريع اللإرادي - وجع في الجزء العلوي من البطن - ارتعاش (ضعف) العضلات - تغير المزاج
- خلل الذوق - عسر الهضم - الام في عضلات وعظام الصدر - هياج
- اضراب التوازن - وجع البطن - تعطل الملكات - تقلب المزاج
- عسر التلفظ - جفاف الفم - انخفاض الشهية - غضب
- رعاش قصدي - مغص - حمى (سخونة) - سلوك شاذ

### غير شائع (0.1-1%)
-	مشية الختبار غير طبيعية - عسر الكتابة
-	انخفاض عدد خلايا الدم الحمراء - خلل في الكلام
-	انخفاض عدد ضربات القلب - اعتلال الاعصاب الطرفية
-	بطء في العقدة الجيبية في القلب - بريسينكوبي
-	الخفقان - خلل التوتر
-	نقص كريات الدم البيضاء - التنميل
-	نقص في الصفائح الدموية - خفض حدة البصر
-	مشاكل في الغدد الليمفاوية - عتمه
-	كثرة البوزينيات - قصر النظر
-	تدني مستوى الوعي - احساس غير طبيعي في العين
-	تشنج مال الكبرى - جفاف العين
-	مشاكل في المجال البصري - فوبيا الضوء
-	نوبات جزيئية معقدة - تشننج الجفن
-	اضراب في الكلام - زيادة الإدماع
-	زيادة النشاط الحركي النفسي - ترائي الومضات
-	اغماء - توسع حدقة العين
-	اضراب الحواس - بصر الشيخوخة
-	سيلان اللعاب - صمم
-	فرط النوم - صمم من جانب واحد
-	حبسه -صمم عصبي حسي
-	تكرار الكلام - انزاعاج الاذن
-	تقييد الحركة - ضعف السمع
-	خلل في الحركة - بحه في الصوت
-	الدوار الوضعي - زيادة افرازات الجيوب الانفية
-	سوء جودة النوم - خلل في الصوت
-	حرقان - التهاب البنكرياس
-	فقدان الحواس - نفخة
-	خطل الشم - ارتجاع مريء
-	متلازمة المخيخ - الم في اسفل البطن
-	ديسايسثيسيا - هيبوايسثيسياعنطريقالفم
-	نقص حس الذوق - نزيف باللثة
-	ذهول - انتفاخ البطن
-	ارتكاب الحماقات -عدمالراحة شرسوفي
-	هالة - الرقة البطن
-	فرط افراز اللعاب - برودة الاطراف
-	وجع الفم - الشعور بحاله السكر
-	رائحة الفم - العصبية الشديدة
-	الم اللسان - صعوبة التعلم
-	حصى البول - عدم القدرة على الانتصاب
-	سلل البول - العجز الجنسي
-	دم في البول -التفكير في الانتحار
-	سلل البول - محاوله الانتحار
-	استعجال التبول - الهلوسة
-	مغص كلوي - اضراب ذهني
-	الم كلوي - الامبالاة
-	منع التعرق - عدم القدرة على التعبير العفوي
-	عدم الإحساس بالوجه - اختلال النوم
-	الشرى - تؤثر تقلقل
-	احمرار في الجلد - انخفاض الرغبة الجنسية
-	حكه عامه - أرق
-	طفح جلدي - بكاء
-	تغير لون الجلد - تأتأة
-	تحسس والتهاب الجلد - ابتهاج المزاج
-	تورم الوجه - جنون العظمة
-	تورم المفاصل - التحفظ
-	تصلب العضلات والعظام - نوبات هلع
-	الم الخاصرة
-	تعب عضلي - اضراب القراءة
-	الححموضة الايض -أرق اولي
-	نقص البوتاسيوم - يؤثر في الثبات
-	زياده الشهية - التفكير غير الطبيعي
-	عطاش - فقدان الرغبة الجنسية
-	انخفاض ضغط الدم - الفتور
-	انخفاض ضغط الدم عند الوقوف - الأرق المتوسط
-	سخونة - التشتيت
-	ارتفاع الحرارة - الاستيقاظ من الصباح الباكر
-	عطش - ذعر رد الفعل
-	مثل مرض النفلونزا - ارتفاع المزاج
-	الركود

### نادر (0.01-0.1%)
-	انخفاض بايكربونات الدم - العمى من جانب واحد
-	تعشية - عمى عابر
-	تعذر الاداء - الزرق بالعين
-	اضطراب إيقاع الساعة البيولوجية (اضراب النوم - اضراب الإقامة
-	زيادة الإحساس بالمؤثرات - تغير عمق الإدراك البصري
-	نقص الشم - عتمة
-	فقدان حاسة الشم - تورم الجفن
-	رعشة - عمى ليلي
-	صعوبة الحركة - حول
-	عدم الاستجابة للمنبهات - حصى الكلى
-	حموضة الانبوب الكلوي - حصى
-	متلازمة ستيفنزجونسون - هوس
-	حمى عديدة الاشكال - فقد هزة الجماع
-	رائحة جلد غير طبيعية - هلع
-	تورم حول العين - اضراب الشهوة الجنسية
-	الشرى المترجمة - شعور اليأس
-	عدم راحة الاطراف - هزة الجماع غير طبيعية
-	ارتفاع نسبة الكلور والحموضة -هوس خفيف
-	ظاهرة رينود - تناقص الإحساس بلذة الجماع
-	تورم الوجه

### الاثار الجانبية غير المعروفة
-	زاوية الاغلاق لزرق العين
-	زيادة صبغة العين
-	اضراب حركة العين
-	انحلال البشرة السمي
-	انتفاخ الجلد بسبب الحساسية
-	انتفاخ ملتحمة العين
-	نادراً، وتثبيط carbonic anhydrase «وهو الانزيم الذي يحفز التحويل من بيكربونات المذاب وثاني أكسيد الكربون»
-	قدتكون قوية بما فيها الكفاية ليسبب الحماض الأيضي لأهمية سريرية.
-	وقدأبلغت 'الولايات المتحدة للأغذية' والدواء (FDA)
-	إدارة الغذاء والدواء الأمريكية (FDA) قد أخطر (لاحظ - حذر)الواصفين أن توبيراميت يمكن أن يسبب قصر النظر الحاد والثانوي الزرق إغلاق زاوية في مجموعة فرعية صغيرة من الناس الذين يتناولون بانتظام توبيراميت.
- الأعراض، التي تبدأ عادة في الشهرالأول من الاستخدام، عدم وضوح الرؤية وألم في العين. وقف topiramateقد يوقف تطور تلف العين، وقد يعكس تلف«اضعاف» البصر.
-	. البيانات الأولية تقترح مع العديد من العقاقير المضادة للصرع الأخرى، يحمل topiramate زيادة خطر الإصابة بالتشوهات الخلقية. وهذا قد يكون من أهمية خاصة بالنسبة للنساء الذين يأخذونtopiramate لمنع هجمات الصداع النصفي (الشقيقة).
-	في مارس 2011 أخطرت (لاحطت) إدارة الاغذية والعقاقير (FDA) المتخصصين في الرعاية الصحية والمرضى على زيادة خطر تطور الشفة المشقوقة و / أو الحنك المشقوق (شقوق عن طريق الفم) في الرضع المولودين لأمهات تعامل مع توباماكس (توبيراميت) خلال فترة الحمل وضعها في الفئة D الحمل
-
- ارتبط التوبيرامات مع زيادة ذات دلالة إحصائية في الانتحار، و 'أفكارا نتحارية أو الإجراءات' مسرود الآن كواحد من الآثار الجانبية المحتملة للدواء ' فيعدد صغير جداً من الناس، وحوالي 1 في 500.

## التفاعلات
توبيرامات لها لعديد من التفاعلات الدوائية. بعض من الأكثر شيوعا في القائمة ًأدناه:
كما يمنع (يثبط) توبيرامات يأنهيدراسي الكربونية، الاستخدام مع مثبطات أخر من أنهيدراسي الكربونية (مثلالاسيتازولاميد) يزيد خطر الإصابة بحصى الكلي.
يمكن زيادة إنزيم مستحثات (مثلكاربامازبين) القضاء على topiramate ، ربما يستدعي التصعيد جرعة منتوبيراماتي.
-توبيرامات يقد تزيد مستويات البلازما من الفينيتوئين.
-توبيرامات ينفسه هو مثبط ضعيف منCYP2C19 ويستحثCYP3A4؛ وقد لوحظ انخفاض في مستويات البلازما من الاستروجينات والديجوكسين أثناء العلاج توبيراماتي. وهذا يمكن أن يقلل من فعالية وسائل منع الحمل عن طريق الفم (حبوب منع الحمل)؛ يوصي باستخدام وسائل تحديد النسل البديلة. لا الرحمية (اللوالب) ولا تتأثر ديبوبروفير ب topiramate. (40)
-الكحول قد يسبب زيادة التخدير أو النعاس، وزيادة خطر الإصابة بنوبة. كما هو موضح في التسمية 29/06/2005 نشرت على الموقع الإلكتروني ", Drugs@FDA"صفحة 14«شروط أو النظريات التي تؤهب الحماض (زيادة تأثير الحمض في سوائل الجسم) قد تكون مضافة إلى بيكربونات لخفض آثار توبيراميت».
قلة التعرق وارتفاع الحرارة قد ورد في تقارير ما بعد التسويق حول توبيراميت؛ أدوية مضاد المسكارين (مثل trospium) يمكن أن تفاقم هذه الاضطرابات.

## جرعة زائدة
زيادة الجرعة نادرة الحدوث. وفي معظم الحالات، يحصل تعرض حاد بأثار قليلية إلى متوسطة فقط. الوفيات قد حدثت، ولكن نتيجة للتعرض لعقاقير متعددة.
الأعراض من جرعة زائدة يمكن أن تشمل ولكن لا تقتصرعلى:
-	هياج
-	اكتئاب
-	مشاكل في النطق
-	عدم وضوح الرؤية / رؤية مزدوجة
-	اضطراب التفكير
-	فقدان التنسيق
-	عدم القدرة على الاستجابة للاشياء حولك
-	فقدان الوعي
-	الارتباك والغيبوبة
-	الاغماء
-	اضطراب والم في المعدة
-	فقدان الشهية التقيء
-	ضيق في التنفس: تنفس سريع وضحل
-	اضطراب نبضات القلب
-	ضعف العضلات
-	الام العظام
-	مضبوطات (نوبات) (تشنجات)
عدم توافر درياق (دواء) معين للتخلص من هذه الاعراض يتوفر علاجات داعمة فقط

## كشف في سوائل الجسم
يمكن حساب تركيز التوبيرامات في الدم أوالمصل أو البلازما باستخدام المناعة أو طرق الكروماتوغرافي لرصد العلاج، وتأكيد تشخيصا لتسمم بالمرضى في المستشفيات، أو للمساعدة في التحقيق في كيفية الموت عن طريق الطب الشرعي. مستويات البلازماعادة ما تكون أقل من 10 مغ/لتر خلال العلاج، ولكن يمكن أن تتراوح من 10-150 مغ/لترفي ضحايا جرعة زائدة.

## تحذيرات
الاشخاص اللذين يستخدمون topiramateينبغي أن يكونواعلى حذر«وعي» من المخاطر التالية:
-تجنب الأنشطة التي تتطلب اليقظة العقلية والتنسيق حتى يتحقق أثار الدواء
-قد يضعف Topiramateتنظيم الحرارة ، وبخاصة لدى الأطفال. كن حذراً مع الأنشطة المؤدية إلى زيادة الحرارة الداخلية للجسم، مثلا انشطة الشاقة، التعرض للحرارة الشديدة، أوالجفاف.
- توبيرامات قد يسبب تشوهات المجال البصري.
- Topiramateقد إنقاص فعالية وسائل منع الحمل عن طريق الفم التي تحتوي على الإستروجين.
- استخدام توبيرامات في الأشهر الأول ى من الحمل قد تزيد من خطرحصول شق الشفة / الحنك المشقوق في الرضع.
كما الحال بالنسبة للأدوية المضادة للصرع، فمن المستحسن ان لا يوقف استخدام topiramateبشكل مفاجئ خوفا أن هناك احتمال نظريا خطر انتعاش المضبوطات«النوبات المرضية»
(عودة نوبات الصرع مجددا).
- تجنب زهرة الربيع المسائية 

## علم الادوية
كيميائيا،topiramate هوسكر أحادي مستبدل بsulfamate، يتعلق بسكر الفركتوز وهو ليس بنية كيميائية غير عادية لمضادات الاختلاج.
توبيرامات يمتص بسرعة بعد الاستخدام عن طريق الفم. يطرح معظم الدواء (70%) في البول بدون تغيير. يتم تعديل الباقي على نطاق واسع من هيدروكسيليشن، والتحلل، وربطه بنوع خاص من السكر في الكبد لجعله أكثر ذائبية وقابليه للطرح عن طريق البول. وقد حدد تستة نواتج الأيض (تعديلات) في البشر، وأي منها يشكل أكثر من 5 %من الجرعة المعطاة.
هناك عدة أهداف الخلوية تحقق النشاط العلاجي لتوبيرامات. وتشمل (1) قنوات الصوديوم المبوبة الجهد؛ (2) قنوات الكالسيوم عالية الجهد—المنشط؛ (3) مستقبلاتGABA A؛ (4) امبا/كينيت AMPA/kainateمستقبلات؛ (5) وإيسونزيم يسأنهيدراسي الكربونية carbonic anhydras isoenzymes.
وهناك أدلة على أنتوبيرامات قد يغير النشاط أهدافه عن طريق تعديل عملية الفسفرة بدلاً من عمل مباشرة.
الأثرعلى قنوات الصوديوم يمكن أن يكوت ذات أهمية خاصة لحماية من المصادرة (نوبات التشنج).
على الرغم من توبيرامات تمنع قنوات الكالسيوم الجهد العالي-المنشط، إلا أن صلته بالنشاط السريري غير مؤكد. الآثار على الاشكال المعدلة لمستقبلاتGABA A محددة يمكن أن تسهم أيضا في نشاط ادوية الصرع.
بشكل انتقائي (اختياري) تمنع توبيرامات سيتوسوليك (النوع الثاني) cytosolic (type II) وأشكال الغشاء المرتبطة (النوع الرابع) (type IV) أنهيدراسي الكربونية carbonic anhydrase
قد يسهم اتخاذ إجراء بشأن إيسونزيم يسأنهيدراسي الكربونية carbonic anhydrase isoenzymes بالآثار الجانبية للأدوية، بما في ذلك ميلها لتسبب في التمثيل الغذائيا لحماض "زيادة تركيز الحمض في سوائل الجسم) وحصى فوسفات الكالسيوم في الكلية.
Topiramateيمنع الصدمات الكهربائية القصوى والمضبوطات (النوبات) التي يسببها بينتيلينيتيترازول pentylenetetrazol-i ، فضلا عن التشنجات الجزئية والنوبات التوترية الارتجاجية في نموذج تسعير*
- (في علم الأعصاب) العملية التي نوبة أو حدث الدماغ الأخرى على حد سواء بدأت وجعلت تكرارها أكثر احتمالا

والنتائج التنبؤية لمجموعة واسعة من الأنشطة سريريا. وقد اقترح العمل على نفاذية مسام "ثقوب: الميتوكوندريا كآلية للانتقال.
ارتبطت العديد من مضادات الاختلاج بالمبرمج (طريق مبرمجة لموت الخلايا) في صغار الحيوانات، في التجار بالحيوانات قد وجدت أنتوبيرامات هو مضاد الاختلاج الوحيد الذي لا يحفز المبرمج في صغار الحيوانات عند الجرعات اللازمة لإنتاج تأثير مضادات الاختلاج.

## تنبيهات

### عند نسيان الجرعة
يجب تناول الوجبة المنسية فورا عند التذكر. إذا كان موعد تناول وجبة الدواء التالية يحين خلال 6 ساعات (أو اقل), يجب اهمال الوجبة المنسية، ثم تناول الوجبة التالية كالمعتاد.

### وقف الدواء
يمنع التوقف عن تناول الدواء دون استشارة الطبيب، إذ قد تعاود الاعراض الظهور مجددا.

### جرعة زائدة
من المرجح ان تناول وجبة زائدة عرضية لا يسبب اية مشاكل. ولكن، إذا لوحظت اعراض خاصة أو إذا كانت الوجبة الزائدة كبيرة، يجب ابلاغ الطبيب.

### تحذيرات أثناء الحمل
في الابحاث التي اجريت على الحيوانات شوهدت تشوهات في الاجنة. لا تتوفر ابحاث كافية حول تاثير الدواء على النساء الحوامل. يجب استشارة الطبيب.

### الرضاعة
لم يثبت ان استعمال الدواء امن للمرضعات. لا ينصح بتناوله.

### الأطفال والرضع
لا ينصح باستعماله تحت جيل سنتين، الا بتوصيه من الطبيب.

### كبار السن
لا توجد مشاكل خاصه.

### السياقة
يجب الامتناع عن السياقة حتى تتضح ماهية تاثير الدواء، حيث من الممكن ان يسبب ضبابية (طمس).

## اقرأ أيضاً
- لاموتريجين